# 히카와정 (도쿄도)
히카와정(氷川町)은 도쿄도 니시타마군에 설치되었던 정이다. 현재의 오쿠타마정에 해당한다.